# Bernardino Machado
Pour les articles homonymes, voir Machado.
Bernardino Machado, de son nom complet Bernardino Luís Machado Guimarães, né à Rio de Janeiro le 28 mars 1851 et mort à Vila Nova de Famalicão le 29 avril 1944, est un homme d'État portugais. Il est président de la République du Portugal de 1915 à 1917 et de 1925 à 1926.

## Parcours
Né à Rio de Janeiro d'un père issu de l'immigration portugaise dans l’empire du Brésil, le futur baron de Joane, António Luís Machado Guimarães, et d'une mère originaire de l'aristocratie[Selon qui ?] « coloniale » du Paraná, Praxedes de Sousa Ribeiro Guimarães, Guimarães Bernardino Machado reçoit une éducation très soignée et ouverte sur des valeurs humanistes, tout d'abord au Brésil puis au Portugal.
Installé avec ses parents dans le nord du Portugal (Joane, Vila Nova de Famalicao) le futur président fait des études brillantes à l'université de Coimbra, dont il deviendra plus tard un éminent professeur.
Parlementaire, ministre des Travaux publics (1893), tout d'abord fidèle à la monarchie, il se rallie aux républicains et prend part à la crise académique de 1907. Il est écarté de l'Université.
Après la chute de monarchie et la proclamation de la République portugaise le 10 octobre 1910, il devient ministre des Affaires étrangères du gouvernement provisoire, puis président du Conseil. En 1912, il est envoyé comme ambassadeur au Brésil. Peu après son retour, il est élu président de la République en 1915, et c'est sous sa présidence que le Portugal sera amené à prendre part à la Première Guerre mondiale. Il est renversé en 1917 par un coup d'État fomenté par le général Sidónio Pais.
De nouveau président du Ministère en 1923, il est réélu président de la République en 1925, mais dès l'année suivante le coup d'État militaire du 28 mai 1926 l'écarte de la présidence, avant de l'envoyer en exil, notamment en France.
À la suite de l'invasion de la France en 1940, il est autorisé à rentrer au Portugal où il meurt en 1944 en résidence surveillée.
Bernardino Machado est l'auteur de nombreux ouvrages sur la pédagogie, sur l'école, l'enseignement professionnel, notamment féminin, sur l'université.
Franc-maçon, Bernardino Machado a été grand maître du Grand Orient lusitanien unifié.